# Філоненко Віталій Володимирович
Віта́лій Володи́мирович Філо́ненко (26 вересня 1984, с. Майдан, Житомирська область — 26 лютого 2022, м. Київ) — український поліціянт, старший лейтенант Національної поліції України, учасник російсько-української війни. Кавалер ордена «За мужність» III ступеня (2022, посмертно).

## Життєпис
Віталій Філоненко народився 26 вересня 1984 року в селі Майдан, нині Олевської громади Коростенського району Житомирської области України.
Від 1985 року проживав в м. Кагарлик на Київщині. Закінчив Кагарлицьку загальноосвітню школу ім. В.П. Дашенка № 2 (2002), Національний аграрний університет (2007, спеціальність — механізація сільського господарства; 2006, програма підготовки офіцерів запасу катедри військової підготовки), Київський національний торговельно-економічний університет (2018, магістр, спеціальність — право).
У 2015 році розпочав службу в Національній поліції України. У 2016 році переїхав з родиною в м. Київ. Командир взводу № 1 роти № 6 батальйону № 2 полку № 1 управління патрульної поліції у місті Києві. Загинув 26 лютого 2022 року в бою з ДРГ російських окупантів від кульового поранення в м. Київ.
Похований на Ольжинському кладовищі м. Кагарлик на Київщині.
Залишилися батьки, дружина та дві доньки.

## Нагороди
- орден «За мужність» III ступеня (28 лютого 2022, посмертно) — за особисту мужність і самовіддані дії, виявлені у захисті державного суверенітету та територіальної цілісності України, вірність військовій присязі[2].